# Jovana (opera)
Jovana je opera o třech jednáních českého skladatele Jaroslava Vogla na libreto, které podle povídky černohorského spisovatele Mićuna Pavićeviće napsal Alexander Roda Roda (jehož autorství muselo být pro židovský původ v době premiéry utajeno) a přeložil a upravil sám skladatel.

## Vznik a charakteristika opery
Jovana je třetí opera skladatele a dirigenta Jaroslava Vogla, napsaná s odstupem celého desetiletí od předchozího Mistra Jíry (1924) v letech 1935–1938. Vogel si zvolil téma pro operu neotřelé – konflikt mezi ideály manželství a mateřství – a také pro českého diváka exotické, ale nikoli zcela neznámé prostředí černohorské vesnice, které mu umožnilo rozvinout lidové výjevy hudebně vycházející z jihoslovanského folklóru.
Libreto Rada Rady je dramaticky účinně rozvrženo a stylizováno do scén různých nálad, které se nabízejí hudebnímu zpracování. Voglova hudba se přidržuje novoromantického idiomu; podle Graciana Černušáka skladatel „přispěl k českému repertoáru prací ne sice průbojnou, ale hodnotnou, vnitřně pevnou a navenek vděčnou“.
Opera byla provedena nejprve od března 1939 v ostravském českém divadle, kde tehdy Vogel působil. Inscenaci sám dirigoval, režii a výpravu měl Karel Konstantin. S úspěchem byla inscenována rovněž v brněnském divadle (premiéra 1. dubna 1941).

## Osoby a obsazení
- Mile, černohorský předák – baryton
- Jovana, jeho žena – soprán
- Maria – mezzosoprán
- Rade, její bratr – baryton
- Niko, její bratr – tenor
- Dušan, její bratr – tenor
- Vesnický hejtman – bas
- Pop – bas
- Guslar – tenor buffo
- Stařena – alt
- Pasáček – soprán
- Sedláci, selky, děti[3]

## Děj opery

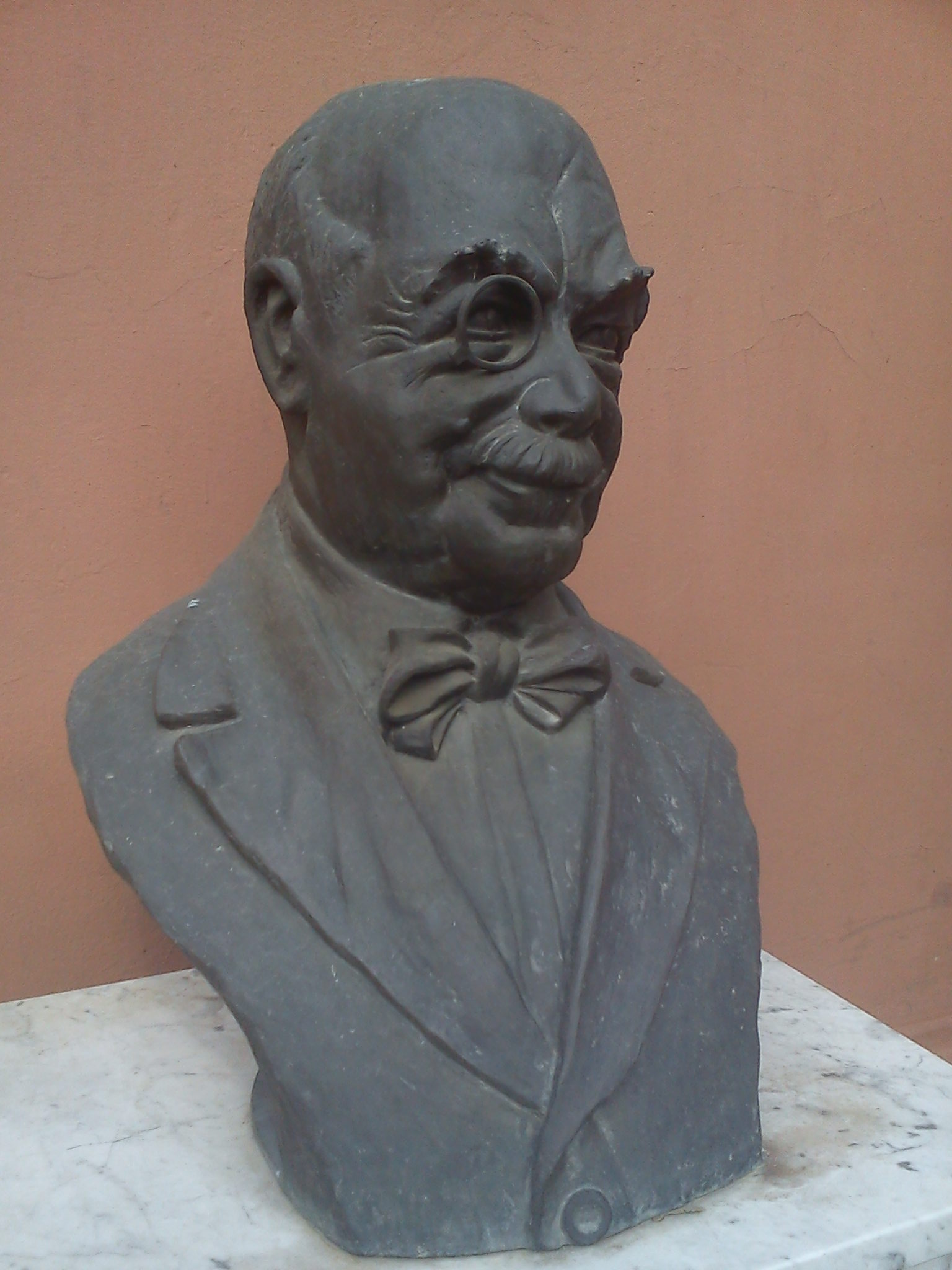
Busta libretisty Alexandra Roda Rody

Odehrává se na Černé Hoře ve 2. polovině 19. století.

### 1. dějství
Na návsi černohorské vsi přichází guslar, aby si vydělal zpíváním písní. Nenachází však mezi posluchačstvem žádné muže; ženy mu vysvětlují, že jejich muži pod vedením předáka Mileho odešli bojovat s Turky, kteří jim v noci odvedli stáda dobytka. Guslar ženám zanotuje píseň o sličné pastýřce, která se oddala majetnému, ale ženatému sedlákovi, a místo hocha se jí dostalo hošíka. Ženy se domnívají, že takovou prostopášnou písní guslar uráží jejich počestnost, a vyhánějí ho. Ale Mileho žena Jovana si říká, že by ráda byla na místě oné pastýřky: sama nemůže dát manželovi vytouženého syna, pokračovatele starého a váženého rodu. Cítí se tím vinna.
Černohorci se vítězně vracejí s tancem a zpěvem. První tanec i věnčení vítěze – Mileho – má připadnout Jovaně, ta však ve své momentální náladě přenechává tuto čest své nejlepší přítelkyni Marii. Přesto Jovana neunikne tomu, aby ji k tanci neodvedli Mariini tři bratři. Mile a Marie osamí: vzrušení dnešního dne i krásný večer vedou k tomu, že spočinou v objetí.

### 2. dějství
Maria čeká dítě. Pozvala si k sobě Mileho, ale jen proto, aby mu vysvětlila, že jeho jméno jako vesnického hrdiny nesmí být poskvrněno. Hodlá tedy – i přes Mileho námitky – nést následky sama. Po Mileho odchodu se ukáže, jakým způsobem – hodlá spáchat sebevraždu. V poslední chvíli ji zachrání Dušan, nejmladší z jejích bratří, kteří se právě vracejí z polních prací. Bratři se dožadují vysvětlení, neboť sáhnout si na život je velký hřích – a Maria se jim doznává k předchozímu poklesku. Zejména nejstarší bratr Rade ji nutí, aby prozradila jméno svého svůdce. Když však k tomu Marii ani hrozbami nedonutí, rozhodnou se bratři, že zítra před kostelem musí být jejich sestra podrobena výslechu a soudu všeho lidu.

### 3. dějství
Pop drží kázání o trestech, kterými Bůh stíhá cizoložníky; poté začíná přísný výslech. Když Maria stále mlčí, vyzývá ji sám Mile, aby označila otce dítěte: tím se odkryje i před vesnicí. Vesničané ihned žádají pro oba přísný trest. Zasahuje však Jovana s tím, že ona má největší právo soudit. Sama nebyla schopna splnit úkol manželky a dát Milemu dítě, zříká se ho tedy před Bohem a dává mu svobodu, aby si mohl vzít Marii.